# Брабант (остров)
Брабант (на френски: Île Brabant; на английски: Brabant Island) е вторият по големина остров в архипелага Палмър, разположен в североизточната част на море Белингсхаузен, попадащо в акваторията на Тихоокеанския сектор на Южния океан. Остров Брабант се намира в централната част на архипелага, като протока Жерлаш на югоизток го отделя от Антарктическия полуостров (Бряг Данко на Земя Греъм). На югозапад протока Сколард го отделя от най-големия остров в архипелага Анверс (Антверпен), а на североизток протока Бука дьо ла Грие – от остров Лиеж. Дължина от североизток на югозапад 59 km, ширина до 25 km, площ 976,8 km². Бреговата му линия е силно разчленена от множество заливи (Далман и др.) и полуострови (Пастьор и др.). Релефът е планински с максимална височина връх Пари 2529 m, разположен в централната му част.
Островът е открит, изследван и топографски заснет през януари 1898 г. белгийската антарктическа експедиция с ръководител Адриан Жерлаш дьо Гомери, който наименува острова в чест на жителите на белгийската провинция Брабант, които спонсорират част от експедицията.